# Tuřín

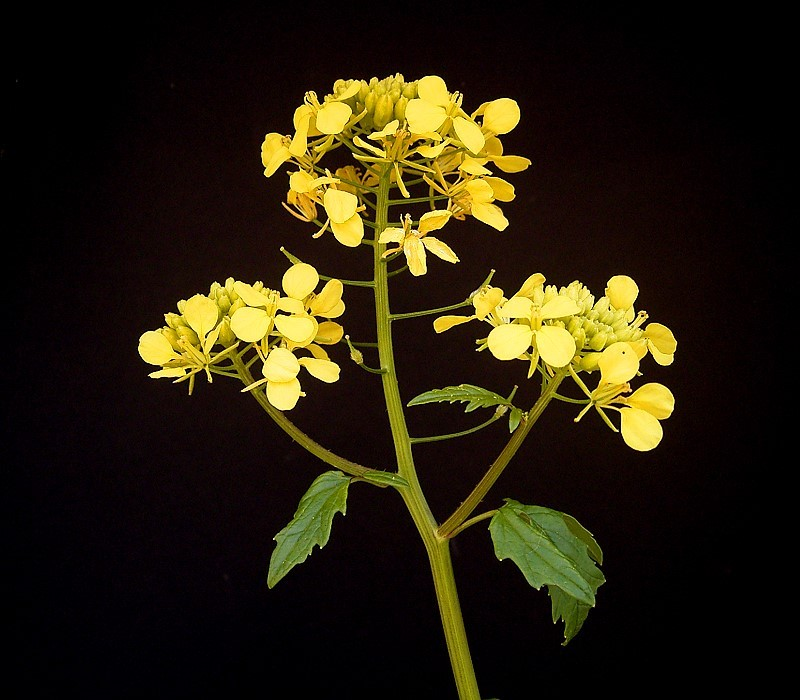
Květenství

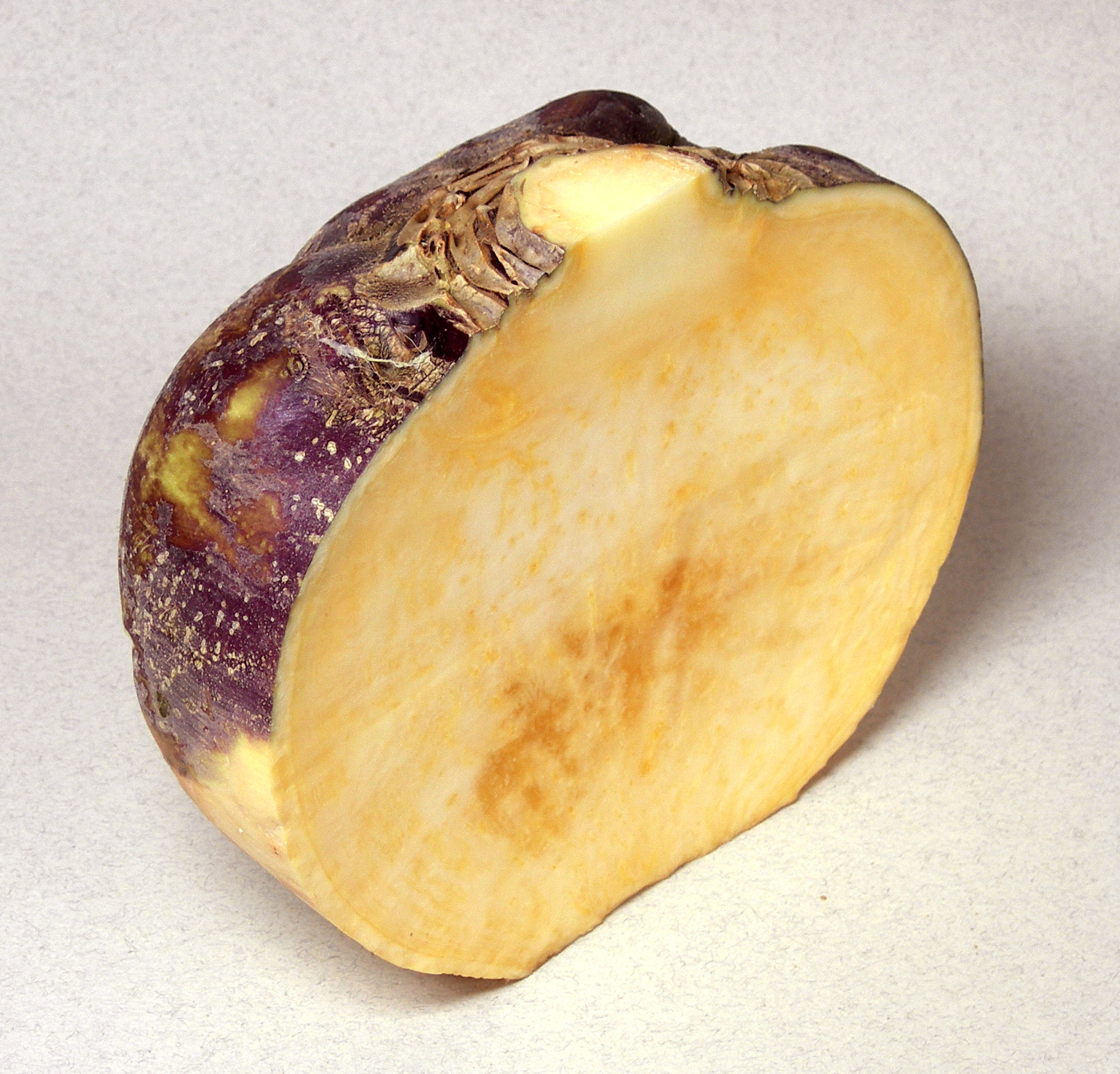
Rozpůlená žlutomasá bulva tuřínu

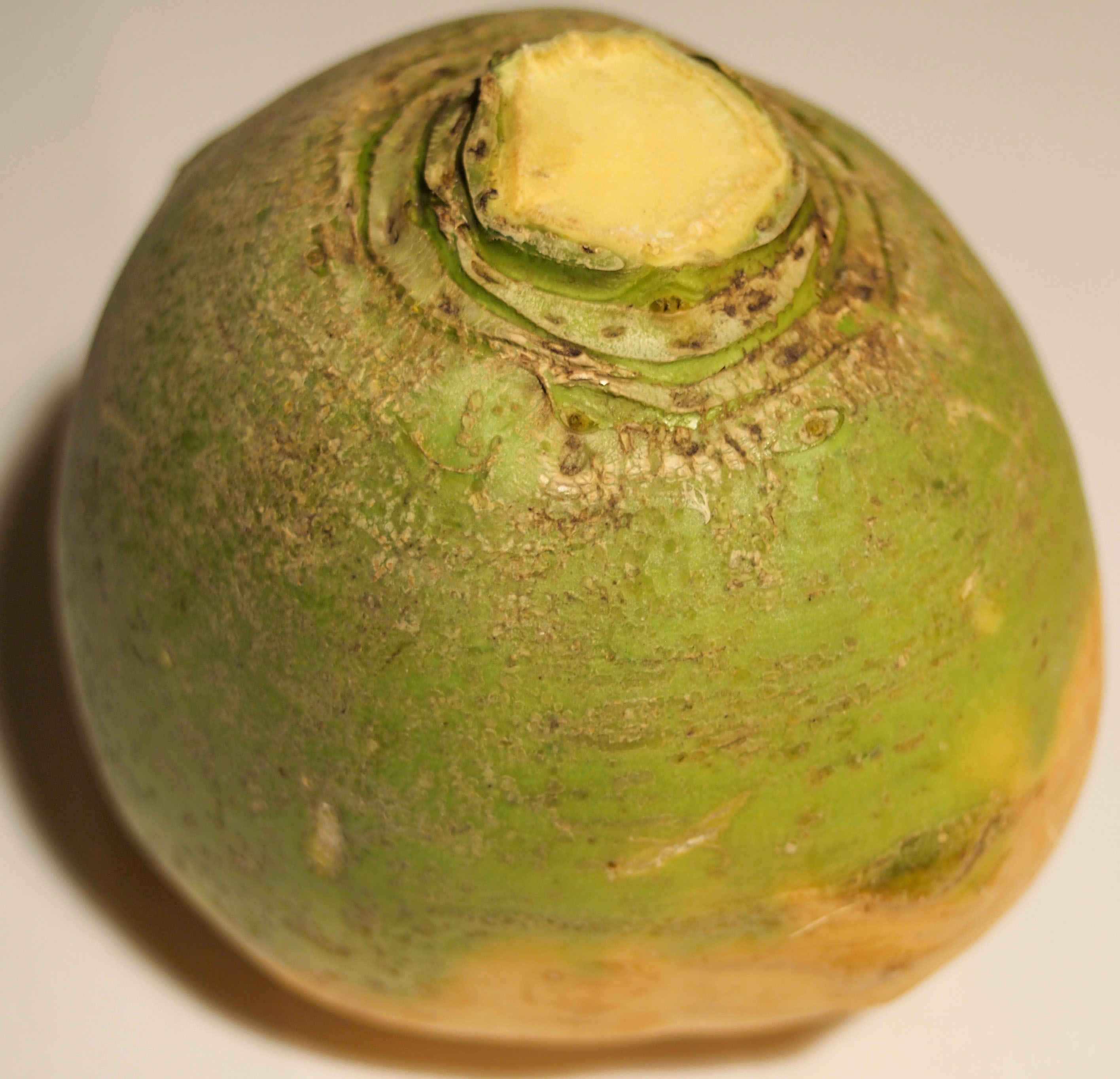
Tuřín připraven ke konzumaci nebo k přezimování

Tuřín (Brassica napus subsp. napobrassica), též brukev řepka tuřín nebo lidově kolník, kvak či dumlík, je dvouletá rostlina, která v prvém roce vytvoří nadzemní bulvu a ve druhém vykvete a uzrají semena. Je pěstovaná pro bulvu lidmi používanou jako kořenová zelenina, nebo jako krmivo pro býložravce. Patří mezi nejstarší užitkové rostliny, pěstuje se již více než 4000 let, zmiňuje se o něm již Theofrastos, Hérodotos i Plinius starší.
Po mnoha změnách v hierarchii taxonomie je v současnosti tuřín považován za poddruh brukve řepky (Brassica napus).  Rostlina vznikla pravděpodobně v evropské středomořské oblasti křížením mezi brukví řepákem (Brassica rapa) a brukví zelnou (Brassica oleracea). Brassica napus je allotetraploid, který má chromozomy čtyřikrát zdvojené jako výsledek křížení mezi Brassica oleracea (n = 9) a Brassica rapa (n = 10).

## Rozšíření
Tato brukvovitá rostlina se již od starověku pěstuje v oblastech okolo středozemního moře, ve středověku byla rozšířena do střední a severní Evropy, počátkem novověku pak do Francie, Nizozemska a na Britské ostrovy. Okolo roku 1800 se začala vysazovat i na území Severní Ameriky, kam se dostala s osadníky. Je rostlinou především pro chladné klima. Pěstuje se, poměrně střídmě, v mírném podnebném pásmu obou polokoulí. Rostlina nezplaňuje a neuniká z polí a zahrad do volné přírody.
V Evropě se většinou pěstuje jako potravina, nejvíce ve Skandinávii, Polsku a v Rusku až k polárnímu kruhu, v Americe zase téměř výhradně na krmivo.

## Ekologie
Rostlinu lze vypěstovat jak z přímého výsevu, tak z předpěstované sadby, které se používá v horských oblastech s pozdějším nástupem teplého počasí. Vegetační doba bývá šest až sedm měsíců, pro přímý konzum se seje v březnu a dubnu, pro uskladnění v květnu a červnu. Tuřín se jako většina kořenových zelenin pěstuje ve II. trati, nejvhodnější předplodinou jsou obilniny, nevhodné jsou kvůli možnosti přenosu chorob všechny brukvovité rostliny. Dosažení zralosti se projevuje tím, že spodní listy začínají žloutnout a opadávat. Pěstuje se jako okopanina na polích a v zahradách v celé České republice, od termofytika do oreofytika, těžiště výskytu je však ve vyšších polohách.
Rostlina není na půdní podmínky příliš náročná, snese i mělčí, štěrkovité půdy, nejlépe však prospívá ve slabě kyselé s pH 5,9 až 7,0. Hůře se jí daří v těžké, mokré a špatně odvodněné půdě. Je ale citlivá na sucho a pro správný vývoj (tvoření bulvy) potřebuje dostatek vláhy. Dobře roste na vlhčích půdách v bramborářských oblastech, kde je dostatek živin již nehluboko pod povrchem. Na suchých stanovištích bývá bulva drobnější a má zvýrazněnou ostrou, peprnou příchuť. Není náročná na teplotu, je chladuvzdorná až mrazuvzdorná, snáší pokles teplot až na −10 °C, roste poměrně pomalu. 

## Popis
Tuřín, celým jménem „brukev řepka tuřín“, je dvouletá rostlina, která v prvém roce po vzklíčení ze semene vytvoří bulvu s růžici listů. Bulva, z velké části vyčnívající nad povrch půdy, vzniká zdužnatěním části kořene, hypokotylu a dolní části stonku. Bývá až několik kilogramů těžká, má širokou a vysokou, bohatě olistěnou hlavu vyčnívající nad povrch půdy. Může mít tvar kulovitý, řepovitý nebo zploštělý, na povrchu bývá zbarvená bíle, žlutohnědě či nafialověle, dužina pod slupkou je bílá až nažloutlá a mírně štiplavá. Listy s 10 až 15 cm dlouhými řapíky jsou namodralé a ojíněné, čepele mají 5 až 25 cm dlouhé, 2 až 7 cm široké a lyrovitě peřenosečné.
V druhém roce vyrůstá z růžice přisedlých, po obvodě celistvých listů na vrcholu bulvy až 2 m vysoký květní stvol, v jehož horní části je řídký hrozen světle žlutých, čtyřčetných květů na vztyčených, asi 2 cm stopkách. Kališní lístky velké okolo 8 mm jsou kopinaté. Korunní lístky mají zlatou nebo světle žlutou barvu, jsou široce vejčité, velké až 13 mm a zúžené v 6 mm nehet. Květ dále obsahuje šest tyčinek s prašníky ve dvou kruzích, dvě tyčinky tvořící vnější kruh jsou kratší. Semeník, srostlý ze dvou plodolistů, nese jednu čnělku s dvoulaločnou bliznou. Květy opyluje létající hmyz.
Plody jsou lysé šešule na stopkách a bývají 5 až 10 cm dlouhé. Obsahují po 15 až 20 semenech, která jsou velká 1,5 až 2,8 mm, černohnědá a vejčitá či kulovitá.

## Živiny
Látky obsažené v bulvě tuřínu mají příznivý vliv na lidský organismus. Je považován za lehce stravitelnou potravinou a je zdrojem minerálních látek, stopových prvků a obsahuje látky léčivé i antioxidační. Obsahuje vitamíny A, B1, B6, C, PP, minerály draslík, vápník a síru i vlákninu. Jako ve všech brukvovitých rostlinách, jsou v tuřínu obsaženy glukosinoláty, které jsou příčinou štiplavé, nahořklé chuti a jež se při konzumaci podílejí se na snížení výskytu rakoviny. Způsobují odumírání nádorových buněk, přičemž na normální, zdravé buňky mají zanedbatelný vliv. Obsah glukosinolátů v rostlinách je ovlivněn množstvím zinku v půdě a také tepelným zpracováním, které jejich obsah snižuje; proces fermentace vede k jejich úplné ztrátě.

## Pěstování
Prvním způsobem pěstování je přímý výsev na stanoviště, kdy se spotřebuje 3 kg semen na hektar. Semena potřebující k vyklíčení půdu teplou nejméně 10 °C a vysévají se do hloubky 1 až 1,5 cm do řádků od sebe vzdálených 40 až 50 cm, po vzejití se ve fázi tří až pěti listů jednotí na vzdálenost 25 až 30 cm.
Druhou možností je výsadba předpěstovaných sazenic, což se využívá hlavně v chladnějších oblastech. Vysazují se v květnu a červnu ve fázi tří až čtyř listů. K plné zralosti, kdy spodní listy žloutnou, dospívají asi za 13 týdnů po výsadbě.
Pro získání osiva se v prvém roce pěstuje stejným způsobem, v době zralosti se bulva sklidí a uloží do chladného a mírně vlhkého místa. Na jaře po přejití mrazíků se vysadí na pozemek ve sponu 60 × 60 cm. Asi po 40 dnech rostliny vykvetou a za dalších 60 až 80 dnů dozrají semena. Protože tuřín je rostlinou cizosprašnou, je kvůli nechtěnému křížení potřebná izolovanost od ostatních kvetoucích brukvovitých rostlin.
Bulvy se obvykle se sklízejí až v listopadu před zámrazem, obvyklý výnos z 1 ha je 30 až 60 tun. Při ideálním uskladnění v 1 až 2 °C a relativní vlhkosti přes 90 % je skladovatelnost asi 6 měsíců, při vyšší teplotě bulvy vadnou a případně začnou nechtěně růst nové listy. Před uskladněním se bulvám odřezávají listy i se srdíčkem.

## Použití
Na území nynější České republiky byl nepostradatelnou plodinou v dobách válek, hladomoru nebo v dlouhém zimním období, kdy se využíval jako potravina i jako krmná plodina pro dobytek. V době nedostatku se strouhaný přidával do chlebového těsta, vařily se z něj polévky slané i sladké, různé omáčky, nakrájený na plátky se sušil jako ovoce. Důležitou okopaninou byl až do konce 18. století, kdy začalo nabývat na významu pěstování brambor. Ve větší míře se pěstoval ještě v prvé polovině 20. století. V době 2. světové války býval používán jako levná potrava pro vězně v zajateckých a koncentračních táborech.
V současnosti se s jeho konzumaci v ČR setkáváme jen zřídka. Na Slovensku se z něj stále vaří „prívarok“, v Německu z listů dělají saláty. Ve Skandinávii bývají běžné kaše ze samotného tuřínu nebo ve směsi s bramborami. Někdy jsou mladé bulvičky nebo větší nakrájené na kousky součástí sterilizovaných nebo čerstvých salátů a podávají se jako přílohy k masovým jídlům. Mladé bulvy se mohou jíst syrové jako ředkvička.
Pokud je plánované využít porost tuřínu k pastvě nebo k sekání zelené píce, mimochodem velmi výživné, je nejvhodnější doba při výšce rostlin asi 30 cm, do které doroste za 150 dnů. Spásat by se měly jen krátce, aby se rostliny mohly znovu rozrůst. Pokud se spásá ve výšce již 12 cm, mohou se za rok využít až čtyři pastvy. Bulvy krmných odrůd se rozsekávají a přidávají, hlavně v zimním období, dobytku do krmení. Ořezaný chrást se také zkrmuje, suší se nebo silážuje.
Bulvy s bílou dužinou jsou málo chutné a většinou se zkrmují, nejčastěji to bývá tradiční odrůda 'Milevský'. Žlutomasé bulvy mají pevnou, nedřevnatějící dužninu a horní část bulvy zbarvenou červenofialově, patří mezi ně česká odrůda 'Dalibor'.

### Česko
V češtině se pro tuřín používá či používalo řada alternativních názvů: (jedlá) řepa,, řepa bílá velká, dumlík (Pelhřimovsko), kvaka, rábská řepa (Morava). Jan Evangelista Krbec ve svém Malém zelináři z roku 1841 uvádí že tuřín a jemu podobná kořenová zelenina je hned po zelí nejužitečnější ze všech druhů zelenin, a to jak jako strava pro lidi i pro domácí zvířata. Jan Vyhlídal na přelomu 19. a 20. století zmiňuje že se tuřín používal jako příloha k masu a v chudých domácnostech se kvasil společně se zelím, o společném kvašení zelí a tuřínu na Luhačovicku v časech nouze se zmiňuje i Antonín Václavík. Jako základní potravina byl tuřín během 19. století nahrazen brambory, jako nejvýznamnější zelenina mrkví.